# Autoblindo Fiat 611
Der Fiat 611 war ein italienischer Panzerwagen, welcher von Fiat in Zusammenarbeit mit Ansaldo für den Kolonialgebrauch hergestellt wurde.

## Geschichte
1932 begannen bei Ansaldo die Entwicklungsarbeiten an einem Panzerwagen für die italienische Staatspolizei. Als Grundmodell wurde der Vorläufer des Fiat Dovunque 33, der italienische Lastkraftwagen Fiat 611 C, gewählt. Bereits ein Jahr später, 1933 wurden die ersten zehn Fahrzeuge produziert und an die Staatspolizei übergeben. Dabei besaßen fünf der Fahrzeuge drei Maschinengewehre, während die anderen fünf mit einer 3,7-cm-Vickers-Terni-Kanone ausgerüstet.

## Technische Beschreibung
Der Panzerwagen Fiat 611 basierte auf dem Fahrgestell des Fiat 611 C. Dieser hatte ein 6-Rad-Fahrgestell mit zwei angetriebenen Hinterachsen und einer lenkbaren Vorderachse. Angetrieben wurde der Fiat 611 durch einen wassergekühlten Sechszylinder-Ottomotor Fiat 122. Dieser befand sich an der Vorderseite des Fahrgestells. Um eine besser Geländegängigkeit zu erreichen, hatte der Fiat 611 ein 6×4 Fahrgestell, wobei die Hinterräder zusätzlich noch mit Gleitschutzketten ausgerüstet werden konnten. Diese Ketten wurden jedoch nur mit den Fahrzeugen mit den Kennzeichen RE 98 B und RE 99 B ausgeliefert.
Zwischen der Vorderachse und der Eingangstür wurde an jeder Seite ein Ersatzrad mitgeführt. Eine Neuerung zum Lancia 1Z waren zwei Kraftfahrer, einer vorne und einer hinten. Diese doppelte Fahrerposition ermöglichte ein Rückwärtsfahren ohne Manövrieren. Auch bei späteren Panzerwagen wie dem AB40 oder dem AB41 wurde diese Technik übernommen. Die Panzerung des Fahrzeugs war bis zu 15 mm dick und bestand aus Stahlplatten. Der Motorbereich wurde durch Blech und Blechlamellen geschützt. Nach vorne gab es zwei gepanzerte Luken für den Kraftfahrer und den Funker. Um in den Innenraum zu gelangen, gab es an beiden Seiten gepanzerte Türen. Im Kampfraum gab es Platz für die Kraftfahrer, den Funker, den Kommandanten und den M. G.-Schützen im kleinen Kampfturm.
Vom Fiat 611 wurden zwei verschiedene Varianten produziert, welche sich jedoch nur in der Art des Turms und der Anordnung der Waffen unterschieden. So hatte die erste Version drei 6,5-mm-Maschinengewehre vom Typ Breda Mod. 5C, von denen zwei im Turm und eines nach hinten montiert war. Da diese Maschinengewehre jedoch nicht sehr zuverlässig waren, wurden sie Anfang 1941 durch 7,7-mm-Lewis-Maschinengewehre ersetzt. Die zweite Variante besaß eine 3,7-cm-Vickers-Terni-Kanone vom Typ 37/40 Mod. 30 und zwei 6,5-mm-Maschinengewehre Breda Mod. 5C im Heck des Fahrzeuges. Jedoch erwies sich diese Variante als sehr unwirksam, da das Fahrzeug im Angriff über keinerlei Maschinengewehre verfügte. Als Sekundäre Bewaffnung verfügten beide Versionen über Carcano Modell 1891 Gewehre der Besatzung. Diese konnten damit aus mehreren Schießscharten feuern. Für Einsätze in der Nacht konnten ab 1939 elektrische Scheinwerfer auf das Dach des Turmes montiert werden.

Bilder zum Autoblindo Fiat 611
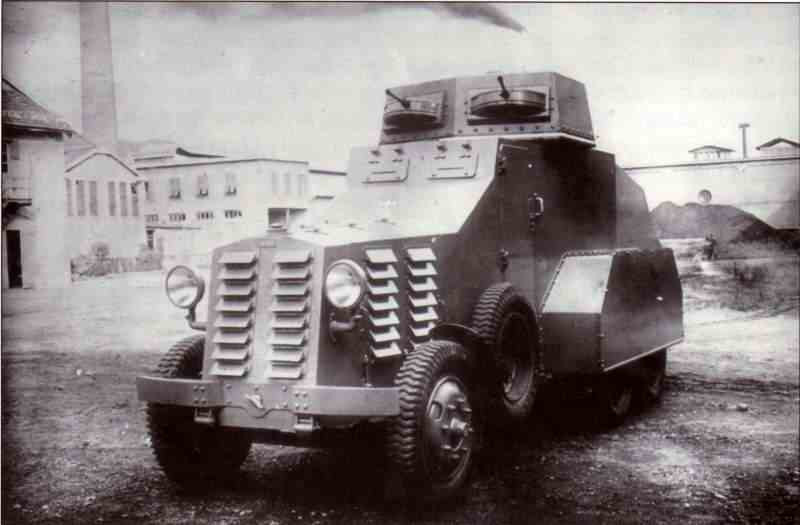
Variante des Fiat 611 mit drei M. G.
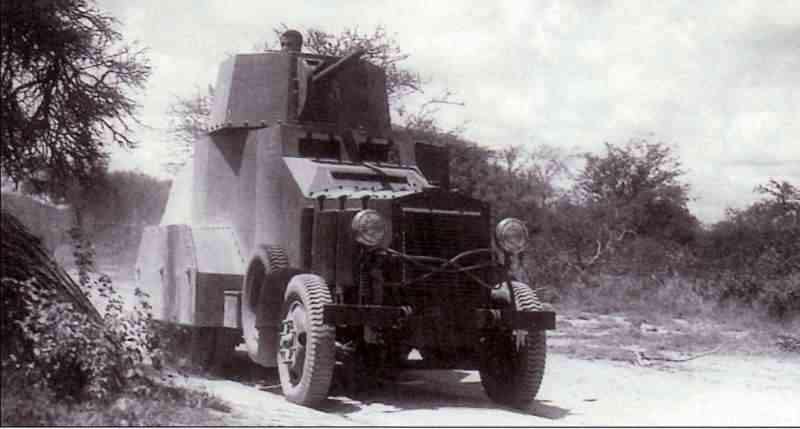
Variante des Fiat 611 mit 3,7-cm-Kanone
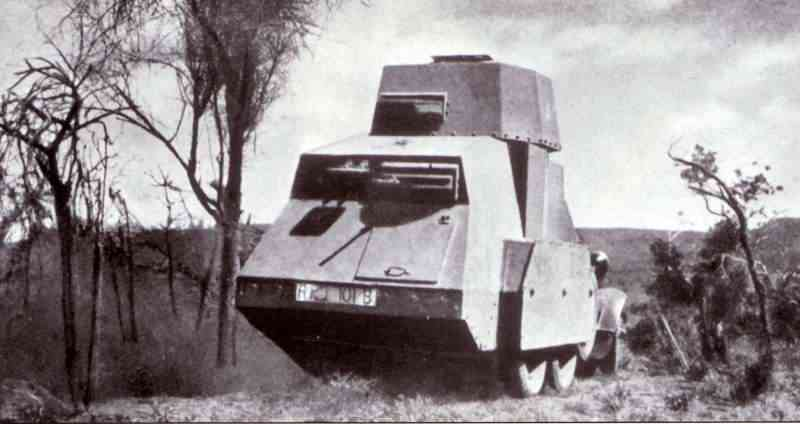
Autoblindo Fiat 611, Heckansicht

## Einsatz
Zwischen 1933 und 1934 beschränkte sich die Tätigkeit der Fiat 611 auf Fahrten in Paraden, wie am 18. Oktober 1933, dem Jahrestag der Gründung der Sonderabteilung für öffentliche Sicherheit in Rom. Im April 1935 beschloss jedoch der Generalstab der Armee die fünf mit Kanonen bewaffneten Fiat 611-Panzerwagen zum Stückpreis von 86.500 Lire zu kaufen. Diese erhielten die Registrierungsnummern und Kennzeichen (RE 98 B, RE 99 B, RE 100 B, RE 101 B und RE 102 B). Sie wurden in die 1a sezione autonoma di autoblindo speciali S (deutsch: 1. spezielle Panzerwagenabteilung) eingegliedert und nahmen am 4. Juni 1935 an einer weiteren Parade in Rom teil.
Als im Oktober 1935 der Abessinienkrieg ausbracht, wurden die restlichen Panzerwagen umgehend von der italienischen Armee requiriert und von der 1a sezione autonoma di autoblindo speciali S nach Somalia verlegt. Zusammen mit dem Panzerwagen Lancia 1Z und der Tankette CV-33 kam der Fiat 611 dort am 6. November 1935 in zum ersten aktiven Einsatz. Hierbei stellte man fest, dass die Geländegängigkeit des Fahrzeuges hervorragend war. Allerdings war das Gewicht war viel zu hoch und die Geschwindigkeit mit 28 km/h auf der Straße und lediglich 9 km/h im Gelände viel zu langsam. Auch die Anordnung der Waffen nicht sehr effektiv. So konnten beim Angriff die Maschinengewehre nicht zusammen mit der Kanone genutzt werden, da diese nach hinten zeigten. Auch schränkte der fehlende Funk die Möglichkeiten der Koordination zwischen den Fahrzeugen ein.
Nach der Eroberung von Addis Abeba am 5. Mai 1936 wurden die Fiat 611 weniger genutzt. Lediglich für koloniale Polizeieinsätze gegen Rebellengruppen kamen die Panzerwagen zum Einsatz. Während des Zweiten Weltkrieges wurden die Panzerwagen vom 3. bis 19. August 1940 bei der Eroberung von Britisch-Somalia eingesetzt. Zwei Fahrzeuge gingen dabei verloren. Bis zum Ende der Kampfhandlungen in Italienisch-Ostafrika im November 1941 wurden die Panzerwagen weiter eingesetzt, jedoch mit nur mäßigem Erfolg.

## Lackierung
Im Einsatz bei der Polizei waren die Panzerwagen mit einer blauen Lackierung versehen. Um die Basis des Turms wurde ein dreifarbiges Band angebracht. Nach der Übergabe an das italienische Heer wurden die Fahrzeuge graugrün lackiert. Am Turm wurden individuelle Nummern angebracht.